# Paradise (Kansas)
Paradise – miasto w Stanach Zjednoczonych, w stanie Kansas, w hrabstwie Russell.